# Ro-39
Ro-39 — підводний човен Імперського флоту Японії, який взяв участь у Другій світовій війні.
Корабель, який належав до типу Ro-35, спорудили на верфі ВМФ у Сасебо.
Наприкінці грудня 1943 року Ro-39 включили до 34-ї дивізії підводних човнів, після чого він вирушив до атола Трук у центральній частині Каролінських островів (ще до війни тут створили потужну базу японського ВМФ, з якої до лютого 1944-го провадились операції у цілому ряді архіпелагів). 6 січня 1944-го човен прибув до місця призначення.
20 січня 1944-го човен вийшов на бойове патрулювання, а через дві доби дістав наказ на пошук і порятунок пілотів зі складу 755-ї авіаційної групи, яка базувалась на атолі Малоелап (Маршаллові острови).
Наприкінці місяця американці розпочали операцію «Флінтлок», спрямовану на оволодіння Маршалловими островами. 30 січня 1944-го Ro-39 дістав наказ прямувати в район за три сотні кілометрів на північний схід від атола Вотьє для атаки ворожих сил вторгнення. Вночі 1 лютого американський есмінець «Волкер» встановив радарний контакт з якоюсь ціллю. Він наблизився та за допомогою освітлювальних снарядів виявив субмарину в надводному положенні. Човен терміново занурився, проте «Волкер» встановив з ним сонарний контакт і атакував глибинними бомбами. Ймовірно, саме цей епізод призвів до загибелі Ro-39 разом з усіма 70 членами екіпажу.